# Долгая Страстная пятница (фильм)
«Долгая Страстная пятница» (англ. The Long Good Friday) — британский гангстерский кинофильм режиссёра Джона Маккензи. В главных ролях снялись Боб Хоскинс и Хелен Миррен. Фильм был закончен в 1979 году, но из-за задержек с выпуском в прокат позиционируется как фильм 1980 года. Лента получила премию Эдгара Аллана По за лучший фильм (сценарий Барри Киффа) и номинировалась на премию BAFTA в категории «лучший актёр» (Боб Хоскинс), а также занимает 21 место в списке 100 лучших британских фильмов за 100 лет по версии Британского киноинститута.

## Сюжет
В конце 1970-х годов, Гарольд Шенд – гангстер «старой закалки», что подчёркивается его старомодной манерой одеваться в духе 1960-х годов – решает стать легальным бизнесменом. При финансовой поддержке американской мафии он собирается перестроить так называемый район Доклендс (район доков, которые протянулись по берегу Темзы в восточном и юго-восточном Лондоне) под место для проведения будущих Олимпийских игр.
Гарольд является центральной фигурой лондонского преступного мира, и для него становится совершенной неожиданностью, когда неизвестные сперва взрывают машину с шофёром его матери, которая приезжает в церковь, затем убивают его друга детства, с которым он вместе служил в армии и многое пережил, подкладывают бомбу в его казино и, в довершение, взрывают его бар.
Взбешенный наглостью неизвестных и считающий себя единоличным хозяином Лондона, Гарольд предполагает, что все это направлено на срыв его договоренностей с американцами. Он начинает поиски, привлекая к ним, как своих головорезов, так и полицейское управление, купленное им ещё десять лет назад.

## В ролях
- Боб Хоскинс — Гарольд Шенд
- Хелен Миррен — Виктория, жена Гарольда
- Дерек Томпсон — Джефф
- Брайан Маршалл — Харрис
- Эдди Константин — Чарли
- Стивен Дэвис — Тони
- Патрик Х. Мориарти — Рейзорс
- Пол Фримен — Колин
- Дэйв Кинг — Парки
- Пирс Броснан — ирландец 1
- Дара О’Мэлли — ирландец 2
- Пол Барбер — Эрролл
- Сьюзи Сильви — девушка с Эрроллом (в титрах не указана)

## Отзывы и критика
Нил Янг в своем блоге, посвященном кино, так отозвался об этом фильме: «„Долгая Страстная пятница“ — это хрестоматийный пример того, какой британская картина должна быть».